# Bábolna
Bábolna là một thành phố thuộc hạt Komárom-Esztergom, Hungary. Thành phố này có diện tích 33,59 km², dân số năm 2010 là 3688 người, mật độ 110 người/km².